# CS Femina-Sport Chișinău
Clubul Sportiv Femina-Sport Chișinău este o organizație sportivă din Chișinău, Republica Moldova, destinată exclusiv sportului feminin. În cadrul clubului sportiv funcționează 7 secții: fotbal, baschet, handbal, volei, rugby, tenis și bowling.

## Palmares
Baschet
- Campioana Moldovei (2): 2011-2012, 2012-2013
- Cupa Moldovei (2): 2011, 2012

Handbal
- Vice-campioana Moldovei (2): 2011-2012, 2012-2013
- Cupa Moldovei de iarnă (1): 2011-2012
- Finalista Cupei Moldovei (1): 2012

Rugby
- Campioana „Ligii Prutului” (1): 2012

Volei pe plajă
- Vice-campioana Moldovei (1): 2012
- Vice-campioana Chișinăului (1): 2013
- Câștigătoarea Cupei „Victoria” (1): 2013

Volei 2x2
- Cupa Moldovei (1): 2012
- Locul III Campioanatul Moldovei (1): 2012

## Legături externe
- Site-ul oficial Arhivat în 2 octombrie 2013, la Wayback Machine.
- Pagina oficială pe facebook
- Canalul oficial pe youtube